# Jadwiga Oleszkiewicz
Jadwiga Bożenna Oleszkiewicz z domu Sawicka (zm. 3 września 2016) – polska geograf.
W 1968 roku ukończyła studia na Wydziale Geografii UW, w latach 70. popularyzowała biegi na orientację, nieznaną wówczas w Polsce dyscyplinę sportu masowego.
Przez większą część życia zawodowego zajmowała się ochroną środowiska i propagowaniem idei zrównoważonego rozwoju.
W 1991 powołała Fundację Green Park i przez 20 lat była wydawcą ogólnopolskiego, opiniotwórczego miesięcznika „Ekopartner – środowisko i rozwój gospodarczy”.
Znalazła się w opiniotwórczych kręgach zajmujących się ekologia i ochroną środowiska nie tylko w Polsce.
Prezydent Lech Wałęsa powołał ją do pierwszej Rady Ekologicznej przy prezydencie RP, była ekspertem Senatu RP, wieloletnim doradcą dwóch ministrów środowiska, inicjatorką i organizatorką  przedsięwzięć proekologicznych, między innymi misji gospodarczych do Chin i Australii. W 1997 bez powodzenia ubiegała się o mandat posłanki na Sejm w okręgu podwarszawskim z listy Unii Pracy.
Została odznaczona Złotym Krzyżem Zasługi. 